# Život i običaji Hrvata Bosne i Hercegovine
Narodni život i običaji kod Hrvata u Bosni i Hercegovini nastali su kao sredstvo prenošenja određenih vrijednosti važnih za zajednicu i pojedinca. Svakidašnji način života hrvatskog čovjeka u Bosni i Hercegovini, građen na vezanosti za svoju domovinu i pod velikim utjecajem Rimokatoličke crkve, pomogao mu je u prebrođivanju brojnih nedaća koje su ga snašle i od presudne je važnosti da se običaji čuvaju i na buduće naraštaje prenose svijest i važnost tradicijske kulture kao važnog čimbenika života.

## Arhitektura i graditeljstvo
Zavisno od rodova stvarani su zaselci, koja su dobila imena prema topografskom obilježju ili prema rodu. Objekti (kuće, pojate s torom ili ne i sl.) su uglavnom bili ukopani u zemlju najviše s tri strane i uokolo je bila sopa ili nanešena zemlja, a bili su pokriveni s krovom od zimice ili raži (krovnjače), a na sebi su imali ulazna vrata i prozorčiće (pendžere), kojih je bilo i unutra za držanje raznih stvari.
U sidetijim kućama iznad ognjišta bila je lisa pletena od pruća s koje su visile komaštre nad ognjištom, a na lisi ispod krova sušilo se meso, a na samoj lisi držao se sanduk (ambar) za žito, suho meso i sl. Tu su nezaobilazni predmeti: sač, ožeg, maše, brozvik, lonac, kotlača, kotao, tava, sadžak, tepsija, lopar, sinija, tronožac, ćemlija, dolap, naćve, čanjak, čanja, kašika, burilo, bucet, bukara, škip, stap, mećaja, stupica, varićak, kaca, kablić, čakija, kantar, šema, rešeto, sito, šilo...
Na mjestima, gdje su bila matična domaćinstva, kuće su bile kvalitetnije građene (zidane su od kamena i škarpe, koji se spajao s malterom od kopane i izvađene pržine i klaka dobivenog vlastitom pripremom ili cementa). Kuće su bile uvijek odvojene od prostora za stoku i drugih gospodarskih objekata. Većina građevina bila je s dvije prostorije (jedna za sjedenje, a druga za spavanje), a ispod prostorije za spavanje većinom je bila izba ili šupa. Kuće su pokrivane s crijepom (ciglom), pa su nazivane ciglače, za razliku od onih koje su pokrivane s krovom (krovnjače). 
Svaka prostorija, uglavnom, imala je ulaz s vanjske strane. Za gradnju objekata na hrvatskim selima u Bosni i Hercegovini nije nedostojalo samoukih zidara i tesara, kojima je znanje poslužilo, da zaradu za život ostvare u domovini i inozemstvu. Pribor kojim su se oni služili bila je: mistrija, oblo, visak, malj, macola (manji od malja), odlito, klin, pobijač, vinklo, liver, civare, ljestve...

## Poljodjelski radovi
U sve aktivnosti čovjek je utkivao u određenom vremenu i neke posebnosti koje su se manje ili više razlikovale od nekog drugog vremena i od nekog drugog mjesta. Tako su se, uz prepoznatljive običaje, u dvorištima (avlijama) i kućama odvijali radovi i na poljima. Sve ono što je bilo u sferi ljudske djelatnosti nužne za svakodnevni život imalo je svoj red i ritam vežući se uz godišnja doba. 
Tako se mogu pratiti radovi: 
- proljetni - sijanje, oranje, zubljenje, đubrenje, preoravanje, sađenje, okopavanje...
- ljetni - plijevljenje, kosidba, vršidba, branje ranih usijeva, uređivanje lana, skupljanje voća za pečenje rakije...
- jesenski - trganje kukuruza, žetva klasure, spremanje hrane u trapove, vađenje krumpira, luka, ubiranje i sušenje voća, pravljenje pekmeza...
- zimski - kiseljenje kupusa, spravljenje ostalih kiselih salata, pečenje rakije...

U vremenu bez mehanizacije, najprije ralo, a potom željezni plug s volovskom ili konjskom zapregom, bili su nužni za obradu tla. Stariji su govorili da je bolje oranje u jesen zbog postizanja rastresitosti tla, a oranje u proljeće bolje je samo na pjeskovitim tlima. Spominjalo se dubinsko oranje, ovisno o kojoj se biljci radi. Po isteku zime bilo je dobro proći tlo uzorano na jesen drljačom i tanjiračom. Tlo nije smjelo biti previše zbijeno, bez vlage, jer bi zbog toga donijelo manji prinos.
U bolje stojeće seljake su se uračunavali ne samo oni koji su imali više zemlje, nego i oni koji su imali svoja kola, oruđe za obradu zemlje, konje ili volove. Mogli su tako, najprije sami sebi uzorati, pa zubačama pozubiti i usitniti zemlju; a onda uzajmiti poslanike kod onih koji nisu imali ni oruđe ni životinje. Znalo se koliko je dana kopanja za dan proaranja. Domaćin, ako je i bio siromašniji, a imao u kući dosta radne snage tj. mlade i zdrave čeljadi, mogao je na taj način povećati kućni budžet. Ne doduše u novcu, ali i unajmljivanje je značilo mnogo.
Kopači su zorom žurili na njive. Valjalo je istjerati bar koji redak dok ne grane sunce i ne zapeče zvjezdan. Na njivi se radilo i po dvanaest sati dnevno ovisno o njenoj lokaciji. Nekada je trebalo izgubiti i sat vremena do njive i toliko od nje natrag. Ostaje zagonetka kojom snagom je taj marljivi i siromašni narod, umoran i nesit gotovo cijelo vrijeme kopanja pjevao, osobito žene. Zato su i one gazde, koji su po prirodi bili škrti, a za njih je u narodu ostao izraz cicije te u čijoj se kući "ni miš ne može najesti" i koji su "rasola žedni"; trudili imati među kopačima, pa makar ih i malo više nagraditi, djevojke koje znadu povesti pjesmu.

## Rođenje i krštenje
Mlada kad osjeti obavještava svekrvu da je trudna (noseća ili zbabna), ne mijenjajući način života, odnosno cijelo vrijeme trudnoće normalno radi do samog poroda. Prije poroda, otac, djed ili netko tko se time u široj rodbini bavio, pravio je drvenu ili pleo pletenu kolijevku (bešiku). Kasnije je izrađivan stalak, hodalica i mala stolica. Ženski posao se sastojao od šivanja, pletenja i vezenja košuljica, kapica, prekrivača i naravno, povoja i pelena. 
Poznat je izraz iz Bosanske Posavine: "Prije beba neg nova suknja". Svako dijete je bilo nova radost za sve ukućane. Ipak, najviše se veselilo prvorođenom djetetu, a pogotovo ako je to bio sin. Treće dijete u obitelji bilo je poznato kao dijete sreće. Muškarac (sin), kao metafora ognjišta i jamac da se to ognjište neće zatrti, bio je više na ponos obitelji od kćerke koja će promijeniti prezime. Žena bi se sama porađala (obabila) uz pomoć starije žene iz kuće ili susjedstva, a za to vrijeme bi uz sebe držala moći. Novorođenče zadoji neka druga žena, a ako takvih nema dijete se zalije zašećerenom vodom.
Porodija je trebala ležati 40 dana poslije poroda, ali se to nije ostvarivalo što je zavisilo od uvjeta u kući. Po porodu rodilji su žene donosile babine u hrani i piću, prvo prve srodnice, a kasnije i ostale. Babinama su se najviše veselila djeca, a posebno su obožavali slatki kruh (milibrod). Novorođenče se krštavalo sutradan. 
Kad je dijete ugledalo svijet, mlada majka je pitala svekrvu koje će mu ime nadjenuti. Valjalo je poštovati stroge običaje i ponoviti ime najprije muževih roditelja, ili ako to oni odluče nekoga tko je zadnji, a najčešće mlad umro u toj obitelji. Drugo, odnosno treće dijete, dobit će ime majčinih roditelja, a ostali po redu, stričeva, tetaka, ujaka, kumova... Ako se rodi na ili uz neki blagdan i spomendan kojeg sveca ili svetice, dijete bi dobivalo ime po njima.

## Narodne igre
Djeca su imala svoja ozbiljna zaduženja u raspodjeli kućnih poslova. Od čuvanja marve, peradi, paljetkovanja, branja grančica za ogrjev, kupina i malina, glogova i trnjina, kupljenju šljiva i ostalog voća (za pravljenje rakije, pekmeza, sokova...), bilja za čaj (sljez, bukvica, kamilica, lipov cvijet...), kiselice za salatu, latica divljih ruža za "slatko", zalijevanja povrća u večernjim satima, metenju dvorišta, bacanju uža pri kosidbi, branju mahuna, kupljenju krumpira i luka, razabiranju graha, unošenju iscjepanih drva, nošenju cigle pri gradnji kuća, porađivanju po kući... do čuvanja mlađe braće i sestara. Naravno, ta djeca su redovito išla u školu i trebalo je učiti uz petrolejke i svijeće.
Igre su uvijek poticale i razvijale dječju maštu, nadmetanje i športski duh, te socijalizaciju uopće. U dječjim igrama se odražavala njihova svakodnevnica. Kroz njih je moguće pratiti individualni razvoj živih bića (ontogenezu), kao i razvoj kognitivnih (spoznajnih) funkcija i dječje psihologije. Djeca su maštom plela slova i na nijemoj igri dodira odašiljala duboko humane poruke. Danas ove igre oživljavaju s vremena na vrijeme kroz seminare folklora za djecu u Hrvatskoj i Bosni i Hercegovini i djecu Hrvata u iseljeništvu gdje ih se nastoji oteti zaboravu.
Svaki kraj gaji svoje izrazito prepoznatljive dječje igre, kao i igre za odrasle. One dakako imaju sličnosti s igrama u ostalim dijelovima svijeta koje nastanjuju Hrvati. Pri zajedničkim poslovima bilo je uvijek nadmetanja: znalo se koji je momak najbrži kosac, najbolji orač ili sijač, koja je djevojka najbrža žetelica, prelja, tkalja, vezilja, pletilja, švelja, tko će prvi okopati red kukuruza (istjerati redak), ali i tko će pobijediti u kojoj od narodnih igara. Igre su se najčešće izvodile na ispaši kada su djeca i imala najviše vremena. Naravno, osobito na blagdane, jer su curice u druge dane mogle i pri čuvanju goveda vesti, plesti, presti ili čuvati mlađu braću i sestre, a u novije vrijeme učiti i čitati.
Najpoznatije narodne igre su:
- Igra piljaka ili škuljaka (igrala se s pet lijepih okruglih kamenčića)
- Igra pale i piriza (igrala se na ravnom terenu s dužim i kraćim štapom, palom i pirizom)
- Zemlja (nakon podjele teritorija, cilj je bilo zauzeti što više protivnikove zemlje)
- Bliška (s određene udaljenosti bacao se sitni novac prema nekom cilju)
- Mućak (igrale su je odraslije djevojčice s krpicom)
- Lončići (mlađe djevojčice - lončići, starije - kume)
- Žmura, žmirka (igra skrivača u kući ili u dvorištu)
- Prsten (prsten se skriva u jednoj od deset kapa, cilj je pogoditi u kojoj)
- Karte (igre s kartama, od žandara i sedmice do pokera)
- Zimske radosti (grudvanje, sanjkanje, pravljenje snješka, klizanje)
- Šibice (strana šibica nakon pada znači broj bodova: 0, 10, 100 i 1000)
- Igre odraslih (imitiranje svatova, sprovoda i svete mise)
- Škola (osam pravokutnika, dva po dva paralelno, koji bi se preskakali)
- Pola-cijelo (stražnja i prednja strana slikovnog dijela kutije cigareta)
- Žabice (ravan kamen treba što više puta odskočiti od vode)
- Kamena s ramena (cilj je što dalje baciti oveći kamen s ramena)
- Skok s mjesta u dalj (cilj je što više skočiti u dalj, bez zaleta)
- Između dvije vatre (cilj je pogoditi suparničkog igrača loptom)
- Potezanje klipa (cilj je motku povući na svoju stranu)
- Mica (cilj je mudrim micanjem složiti svoje figure na crtu)
- Ćora baba (dijete s povezom na očima bihvatalo ostalu djecu u prostoriji)

## Svadbeni običaji
Djevojke i momci upoznavali su se najčešće čuvajući stoku ili kod crkve i po dernecima. Momak je dolazio po noći djevojci na sijelo ili ćosanje u pravilu utorkom, četvrtkom, subotom i nedjeljom. Ostali dani bili su za udovce. Nakon što se odluče za brak, započinje uobičajeni način sklapanja braka prosidbom. U prošnju se išlo većinom subotom uvečer, kako bi vjerenici ujutro (nedjeljom) mogli ići u crkvu na prsten. Uglavnom su na prosidbu išli muškarci srodnici (mladoženjin otac, brat i stric ili neki drugi srodnik), koji su sa sobom nosili hranu i piće (pečenog brava, vina, rakije i sl.) i jabuku. Dolaskom djevojčinoj kući, naišli bi na zatvorena vrata i predstavljali se kao putnici koji traže prenoćište (konak). 
Nakon dužeg natezanja, pušteni u kuću, oni s domaćinom popričaju o svemu uz kavu i rakiju, te vođa prosaca se obrati domaćinu kuće riječima: "Domaćine, mi smo čuli da ti imaš djevojku na udaju. Ja imam momka na ženidbu, pa ako je curi draga volja, neka dođe i nek uzme jabuku". Tada domaćin kuće naređuje snahi da dovede curu, koja je izvodila njih više ali ne pravu. Tek što je dovela pravu, vođa prosaca stavlja jabuku s novcima na stol govoreći: "Domaćine, ..., ja tražim tvoju kćer ... za moga sina ... i pitam u Boga sreću i blagoslov, a u tebe ..., tvoju kćer ... za mog sina ... Ako je draga volja, neka cura uzme jabuku". 
Cura uzima jabuku i daje je ocu i majci i sjedne do vođe prosaca. Nakon toga nastaje veselje do ujutro i dogovore se o datumu svatova, ruhu i broju svatova. Na rastanku cura daruje prosce s terlucima i čarapama, te po njima pošalje darove ukućanima od prosaca, osim momku. Na prsten ujutro u crkvu dolazi cura s bratom, a momak s ocem. Nakon toga, započinje naviještanje ženidbe (tri nedjelje za redom, kako bi svi oni koji nešto znaju da se brak između njih ne može sklopiti, dojavi svećeniku u crkvu). Poslije prosidbe momak nije dolazio do cure sve do svatova. Petnaest dana prije svatova mladoženja zove svatove, uglavnom muškarce dužnike. Sa svatovima ide i jedna žena tzv. jenga, uglavnom neudata sestra od mladoženja. Osobe koje su važne u svatovima su: kum, stari svat (starješina svatova), buljbaša (ide na čelu svatova i na kapi nosi pero od pijevca), barjektar i čauš ili pušikobila koji ide na kraju svatovske povorke i časti pićem prolaznike. Dan prije svatova mladoženjin otac s još nekim bi otišao i dopremio na konju ili više konja ruho od mlade. Konju bi se na čelo glave objesilo ogledalo. Sa sobom bi nosili pogaču, rakiju, novac za otkup ruha i ključeva od sanduka koje bi držala sestra od mlade.
Na sam dan svatova, nakon što se svatovi okupe, krenulo bi se po mladu, koju kum nakon puno natezanja i izvođenja lažnih mlada otkupi i nakon toga svatovi se uz naknadu obilježavaju, te kratkog čašćenja krenuli bi u crkvu na vjenčanje. Poslije vjenčanja dolazilo bi se k mladoženjinoj kući, gdje su dočekivani sa svatovskim pjesmama i kolom, i nakon dužeg natezanja između domaćina kuće i starog svata otvaraju se vrata, a mlada bi prebacila jabuku s novcima i zajedno s kumom i djeverom ušla u kuću pozdravila svekrvu uz ognjište gdje bi promiješala jelo u loncu, a zatim bi se uputila sjesti među svatove između kuma i djevera. U međuvremenu bi netko ukrao mladi cipelu, koju je kum morao otkupiti. Mlada sjedi između kuma i djevera. Mladoženja nije sjedio već je posluživao svatove. Pratioci mlade, koji su bili na svatovskoj večeri, zvali su se povođani. Negdje oko ponoći kupila bi se jabuka (darivanje). Nakon toga stari svat naredio bi kumu i djeveru da otprate mladence na spavanje i da poškrope prostoriju za spavanje i mladence.

## Narodna medicina
Pomoć u slučaju bolesti tražena je od fratara i od narodnih liječnika uglavnom travara. Način liječenja prenosio se s koljena na koljeno. Liječenje se provodilo po određenim recepturama, koje su zavisile od vrste bolesti. Sredstva upotrebljavana u liječenju bila su biljnog i životinjskog podrijetla te ostala sredstva. Postojalo je vrijedno blago liječenja onim što se našlo na našim poljima i livadama, međama i živikama, vrtlacima i vrtlačićima, dakle ljekovitu travu i bilje uopće, od kojih su se spravljali blagotvorni čajevi, sirupi, napitci, sokovi... Trebalao je, dakako, dobro znati razlikovati bilje i ne ubrati nešto nekorisno ili otrovno, znati vrijeme branja i način sušenja te pravo pohranjivanje najčešće u drvenim posudama.
Lom ruke ili noge namještali su rijetki ljudi. Liječiti veliki čir (micina ili nicina), kako su ga neki zvali, a to je bio veći tvrdo crveni bolni dio kože, najčešće pokraj krakova, mogli su po tradiciji samo mezimci, tj. najmlađi brat li sestra u obitelji. Ojedine kod male djece liječene su trabuljikom. Na čir se stavljao prepečeni luk i bukvica. Mjehur se liječio čajem od iskuhane kukuruzne svile (klipovom bradom), a proljev drenjinama i dunjama. Glavobolja se liječila hladnim, navlaženim otarcima i pravom kavom, a prehlada se liječila rakijom, a uzimao se i čaj od bagremovih osušenih cvjetova, te nezaobilazni šipkov čaj (bogat vitaminom C, jer naši preci nisu imali limuna). Problem zatvora (tvrda stolica) rješavao se uzimanjem kiselog mlijeka i grožđa. Šljezov čaj se rabio za bolji tek, a nad njim se parilo i liječili sinusi. Perut se ikorijenjivala pranjem kose prosijanim i prokuhanim pepelom tzv. lukšijom, a uši iz kose istrijebljivale petrolejom. Za bolje spavanje i smirenje uzimalo se malo satrtog crnog maka te čaj od kamiličinog cvijeta. Temperatura se skidala oblozima od rakije prepečenice, umočenim čarapama u ocat, a stavljale su se i krumpirove ploške na tabane. Promukli glas, osobito iza svadbi, se čistio svježim kokošjim, guščijim ili pačjim jajem. Kopriva (žara), svježa i sušena, se stavljala na rane, njenim oblozima je liječena upala očiju, jele su je malokrvne osobe, a za reumu se od lišća koprive i istucane soli pravio lijek. Duhanom se posipala posjekotina, a neki bi ju jednostavno pomokrili vlastitim urinom. Za bubrege se preporučivala lubenica. Za slabokrvnost se pilo tzv. kino-vino, jela crna džigerica, crni dud, maline, a kasnije i trnjine. Glog se konzumirao za poboljšanje rada srca, kao i čaj od metvice, rute, bazge, majčine dušice...
Suhe šljive su bile dobre za probavu. Češnjakom se čistila krv, inače je češnjak bio lijek gotovo za sve, čak se preporučivao i za tuberkulozu te za bolesti dišnog trakta. Kod uboda ose ili pčele stavljala se zemlja ili kamen na ubodeno mjesto. Bundevinim sjemenjem trljale su se bradavice, ispucana koža (osobito pete), a od samih bundeva pravili su se oblozi za vene. Brezovim lišćem su se tretirtali lišajevi kože, a spominjalo se da je dobro piti brezov čaj od lišća za istjerivanje bubrežnoga kamenca. Listovi od kupusa su služili kao oblozi za reumu, proširene vene, a list kupusa se stavljao na ledja u liječenju bronhitisa. Žene su često spravljale čaj od čičkova sjemena za pospješenje izlučivanja urina. Brusnice, slične borovnici, su čistile usta. Osušene borovnice su zaustavljale krvarenje. Čaj od bosiljka pripreman je za kašalj, a vjerojatno i za smirenje uz kamilicu. Kamiličin blagi čaj davao se novorođenčadi protiv grčeva, a kamličinim čajem su se ispirali čirevi, rane, opekline. Preslicom i kamilicom su se liječile bobuljice ili akne na licu.
Bolna peta liječena je tzv. puštanjem čelca koji se stavio u bocu i držao u njoj dok nije pustio žalac. Sadržaj u boci je bio vrlo jakog i osebujnog mirisa. Namazana peta bi počela zatim svrbjeti, a kao melem se na nju stavljalo blato. Liječenje straota, odnosno poznato pod nazivom salijevanje stravina više bi se moglo ubrojiti u narodna vjerovanja nego u prirodna liječenja. Čajem od kantarije su se liječile želučane tegobe, a uzimala se i vrsta posebne rakije, neki su je zvali stomaklija. Lanenom krpom umočenom u mlaku slanu vodu ublažavala se bol iščašene ruke ili noge. Čaj od kunice je pomagao kod ženskih bolesti. Postojala je izreka ako bi čovjeka stisnulo pa pustio vjetar - manje doktoru u kesu. Opekline su se posipale mljevenom kavom (tozom ili tevljom) tj. talogom od kuhane kave.

## Smrt i ukop
Kao predznake smrti smatrani su neki snovi, neuobičajeno reagiranje ptica i životinja, način dogorijevanja božićne svijeće i izgled lopatice božićne pečenice itd.
Kolikogod je svaka smrt za najuže članove obitelji bila osjećaj izgubljenosti, tupe tuge i nezadrživih suza, ipak se, ako je ona bila po Božjem redu (ako su godine donijele svoje) lakše se podnosila. Ako bolesnik duže boluje, a k tome je i star, sve je u kući podređeno toj situaciji, od tišega govora do polakšega hodanja po kući. Naravno, kućedomaćin je morao razmišljati i o financijskoj strani ukopa i pripremati se za to. Žene su obavljale svoj dio posla pripremajući posmrtninu. Mnoge su žene ipak imale toliko hrabrosti da same sebi prirede ukopno odijelo. Bio je to dobar običaj, a znalo se govoriti onima koji su malo rastrošniji da čuvaju novac "jer neće imati ni za ukopno odijelo, ni čime otračiti daću".
Osobita je bila briga kćeri pohoditi češće puta bolesne roditelje s ponudama (onim jelom koje je bolesnik mogao jesti). Najstarija snaha u kući se najviše brinula da bolesnik ne bi preminuo bez svijeće. To bi bila velika sramota, a i propust za sve ukućane. Zato je uvijek netko bio na straži. Organizirana su i tako zvana noćna čuvanja. Izmjenjivali su se ukućani, ali je bio vrlo lijep znak ljudske solidarnosti da su se redale noćima i žene i mušakrci iz susjedsta.
U našem narodu je ostao izraz “alaliti se” u smislu oprostiti. To je bio trenutak i podmirenja nekih neizravnanih računa s bližnjima. Bolesnik je tražio oprost, a ni najtvrđe srce ne bi bilo toliko kapriciozno i ne znam koja pogreška nije bila neoproštena. Valjalo je strogo voditi računa da se bolesniku dok je pri svijesti dovede svećenik. Obavila se sveta ispovijed, bolesnik se pričestio i primio bolesničko pomazanje (ranije se zvalo posljednja pomast pa je sam izraz posljednja izazivao strah u ljudi). U selu bi se brzo saznalo za smrt, jer bi netko iz kuće zajaukao. Najčešće i najprirodnije je bilo da to učini kćer.
Umirućeg se ne bi nikada ostavljalo samoga i ne bi se gasilo svjetlo u prostoriji u kojoj je boravio umirući. Mrtvaca se nije kupalo, već je se obrisalo lice i ruke, a zatim ga se oblačilo. Posteljina i odjeća umrlog se spaljivala. Uz mrtvaca se sjedilo i molilo, te čuvalo da u prostoriju ne uđe nikakva životinja. Poslije pokopa ispija se rakija za pokoj duše, daju se novci u visini otprilike jedne mise i razilazi se kućama, a rodbina ide u kuću pokojnika na jelo i piće. nakon toga sutra ujutro služi se misa zadužnica, a grob se posjećuje navraćanjem u groblje i za vrijeme mise u groblju.

## Vjerski običaji
Odavno su Hrvati u Bosni i Hercegovini izabrali zaštitnike svojih sela, za razliku od pravoslavaca gdje su pojedine obitelji imale svoju slavu tj. imali svojeg svetog zaštitnika (svetitelja). Blagoslovi sela su imali zajednički karakter. Naime, pojedina sela su imala svatko svoga zaštitnika i taj dan se zvao blagoslov, a patron župe je bio neki drugi svetac ili Blažena Djevica Marija. 
Običaji vezani za vjerske datume su uz blagoslov groblja i polja u proljeće, kada se nakon mise održava dernek i odlazi se po kućama na zajedničko slavlje uz jelo i piće. Tu treba još spomenuti paljenje svitnjaka (lomača) za Ivandan i Ilindan, oko koji su se okupljali i pričali, a pepelu su pridavana ljekovita svojstva pa bi ujutro po njemu bosi gazili s uvjerenjem da narednu godinu neće dobiti naboje i bradavice.
Činjenica je da nikada nisu na isti blagdan bila dva blagoslova u jednoj župi. Razlog je jednostavan. Blagoslovi su bili prigoda da se rodbina pohodi i da ih se što više skupi na jednom mjestu. Svaka kuća je imala svoje goste i gotovo je bila sramota ne imati ih. Bliža (boluća) bi rodbina dolazila na konak. Za ljepših i toplijih dana spavalo se vani. To su bile prelijepe, ali prekratke noći za razgovore majki i kćeriju, sestara, rođakinja, teta i prijatelja pristiglih iz drugih mjesta.
Osobito je bilo svečano u kući u kojoj se na taj dan kitila djevojka, a to znači da je time postajala punoljetna i da je mogla početi ašikovati tj. pripremati se za udaju. Ne samo da se djevojka koja se kitila na blagoslov sela svečano oblačila. I ostala čeljad bi se ponovila na taj dan. Tko je kako i koliko mogao, pa su to bili izuzetni dani isčekivanja kako za dječake tako i za djevojčice.
Mise na blagoslov sela su se održavale obično u 11 sati u seoskim kapelama. Značajno je reći da se nikad nije dogodilo da je netko od misara pridošlih sa strane ostao bez ručka, bez obzira jesu li imali u selu rodbine ili ne. Zvalo se i poznate i nepoznate pa je to bio lijep način stjecanja prijateljstva. Djevojke su dovodile svoje prijateljice iz drugih sela, muškarci svoje prijatelje s posla.
Ovi gosti koji su dolazili s mise na ručak nisu bili dužni donositi nikakvu milošću. Oni pak koji su dolazili na konak ili ujutro u kuću donosili su milost i milošća, npr.: muškima ako puše kutiju cigareta, rakiju; domaćici šećer u kocki, kavu, rižu, sapun; djeci slatkiše, bonbone, zviždaljke itd. Tim gošćama se za uzvrat spremala torba s izborom hrane i kolača s blagdanskog stola.
Sicanje (tetoviranje Hrvata katolika u Bosni i Hercegovini) datira još iz vremena kada je Bosna i Hercegovina pala pod osmanlijsku vlast. Kako su Turci otimali kršćansku djecu i slali ih u Tursku da budu janjičari i sluge (kao što su oteli i djecu bosanske kraljice Katarine koja je BiH u nasljeđe ostavila Svetoj Stolici u Rimu, sve dok joj se djeca ne vrate katoličkoj grudi i vjeri), katolici su tako željeli zaštitili svoju djecu i zauvijek ih obilježiti, kako bi znali kome pripadaju. Kasnije su Turci običavali iskoristiti pravo prve bračne noći, tj. spavali bi s tek vjenčanom djevojkom prije nego to učini njezin muž. Po predaji, katolici su tako tetovirali svoje djevojke, kako bi bile odbojne muslimanima i kako bi u slučaju da ih odvedu, uvijek znale što su nekad bile.

### Božićni običaji
Priprema za Božić počinjala je došašćem, u dosta krajeva početak priprave bio je blagdan Svete Katarine 25. studenog. U to se vrijeme odlazilo na ranojutarnje mise zornice, postilo se i duhovno pripremalo za veliki blagdan. U novije se vrijeme proširio običaj izrade adventskog vijenca s četirima svijećama, a na svaku bi se adventsku nedjelju palila jedna svijeća. U nekim se hrvatskim krajevima na blagdan sv. Barbare stavlja pšenica u tanjuriće, koja proklija, zazeleni se, te postaje božićni ures u kućama i crkvama.
Slavili su se i blagdani Svetog Nikole i Svete Lucije. Njihove su likove prikazivali mladići ili djevojke koji su obilazili domove darivajući djecu najčešće voćem - smokvama, bademima, jabukama, orasima, a često su znali i plašiti nestašnu djecu. Poslije su tu ulogu preuzeli sveti Nikola i njegov pomoćnik Krampus, pri čemu je Nikola donosio darove dobroj djeci, a Krampus bi plašio zločeste. Na Svetu Luciju sijala se božićna pšenica, a bila je simbol plodnosti, novog života i njegove obnove. Samim svojim izgledom davala je zelenilo i nadu usred zime i snijega, a služila je i kao blagoslov ljetine istodobno ukrašavajući domove. Isti običaj postoji u Italiji i Portugalu te nije toliko raširen. Pšenica se sadila na Svetu Luciju i rasla bi do Božića kad bi se uredila. Često bi se ukrasila hrvatskim bojama - crveno-bijelo-plavom trobojnicom, a katkad se unutar nje stavljala jabuka ili pak svijeća. Što je pšenica bila gušća i zelenija, to će biti bolja ljetina naredne godine. Poslije božićnih blagdana pšenicu se davalo pticama da se taj sveti dio Božića ne bi uništio.
Ime badnjaka povezano je s riječju "bdjeti" (stsl. bad) jer se na taj dan bdjelo čekajući Isusovo rođenje. Zbog samog običaja bdjenja i nekadašnje situacije bez električne struje i modernih sprava, bilo je nužno osvijetliti prostorije svijećama, koje su ujedno postale i simboli novog života i nade. Izrađivale su se posebne svijeće, tzv. voštanice, a često su se povezivale tri svijeće hrvatskom trobojnicom.
Na sam su se Badnjak ukućani rano ustajali, a žene su napravile božićni objed, pospremile dom i spravile nemrsnu hranu za večeru, jer se na Badnjak posti. Uglavnom se jela riba, često bakalar, pekao kruh koji bi bio na stolu sve do blagdana Sveta tri kralja, a njegova je veličina simbolizirala obilje naredne godine. Muškarci su pak hranili stoku koja je također trebala biti spokojna zbog božićnih svetkovina, a također su pripremali drva za ogrjev i nabavljali hranu koju bi domaćice potom pripravljale. Nakon večere odlazilo bi se na tradicionalnu misu, tzv. polnoćku, na kojoj bi se dočekao Božić.
Stari je običaj bio unijeti na dan prije Božića tri velika panja, koja simboliziraju Sveto Trojstvo i postaviti ih pored ognjišta. Iz njihove vatre palile su se svijeće, a često bi se u vatru u kojoj su ti panjevi gorjeli dodao dio gozbe i pića, a njihova bi vatra trebala donijeti mir i dobro ukućanima. Badnjakom se nazivao i samo jedan veliki panj ili pak velika zelena grana, koju se obično prislanjalo uza zid, bilo s vanjske, bilo s unutarnje strane doma. Kad bi otac obitelji unosio badnjak, čestitao bi ukućanima koji bi mu potom uzvraćali.
U kuću je obično otac obitelji unosio slamu koju bi se rasprostrlo po podu, simbolizirajući Isusovo rođenje u staji na slami.
O tome govore i stihovi pjesme Radujte se narodi:

Vidi Božje otajstvo u podrtoj štalici

I tko trpi uboštvo na toj tvrdoj slamici.

Slama bi se postavila pod stolom pjevajući božićne pjesme. Često su žene izvlačile slamke, koja bi uhvatila dužu, imala bi veću i bolju preslicu. Od ostatka slame pravili su se vijenci i snopovi, koji su simbolizirali plodnost i dobar urod ili bi se slama postavila na stol prekrivena, najčešće bijelim, stolnjakom. Na slami se sjedilo i pričalo sve do odlaska na misu polnoćku, a često se po noći na njoj i spavalo, simbolizirajući samog Isusa.
Premda je kićenje božićnog drvca star običaj, u hrvatskim krajevima on nije bio raširen sve do sredine 19. stoljeća, uglavnom utjecajem njemačke tradicije te prostorno-političkih dodira. Bez obzira na to što kićenje drvca nije bilo rašireno, domovi su se prije svejedno na Badnjak kitili cvijećem i plodovima, a posebno zelenilom, a to su najčešće činila djeca. Isprva su se kitila bjelogorična stabla, a poslije zimzelena, i to voćem, najčešće jabukama, ali i šljivama, kruškama te raznim slasticama i ukrasima izrađenim od papira, najčešće lanci te razne niti. Čest su i lijep ukras bili pozlaćeni orasi i lješnjaci kojima se kitilo drvce, a najčešće su se postavljale svijeće, simboli nade i božanstva. Poslije su se postavljali i komadići vate, voska ili papira koji su simbolizirali snijeg na drvcu i tako su ga ukrašavali. Imućniji su imali posebne figurice i ukrase.
Ispod drvca redovno su se stavljale jaslice, izrađene najčešće od drva. Isprva su bile samo u crkvama i kod imućnijih ljudi, a često je postojalo "nadmetanje" tko će napraviti ljepše jaslice. Najstarije se hrvatske jaslice nalaze na otočiću Košljunu te potječu iz 17. stoljeća. Jaslice su često nosili pjevajući koledari.
Na Božić se često odlazilo na tri mise, za početak na polnoćku na sam Badnjak na kojoj bi se dočekao Božić, zatim na ranojutarnju misu zornicu, tzv. malu misu gdje se obično pričešćivalo, a na poldanicu ili velu misu odlazilo se po danu. Na mise su djevojke često odlazile u različitim svečanim haljinama. 
Žene su dan prije pripremile bogati božićni jelovnik, a ručak je bio svečan i bogat te je za stolom okupljao cijelu obitelj. Jelo se voće, povrće, meso, razne pečenke, kruh, hladetinu, peciva i brojna druga jela.
Poslije ručka odlazilo se čestitati rodbini i prijateljima, a potom ostalim mještanima. Koledanje ili čestitarenje činilo se pjevajući tradicionalne božićne pjesme, a čestitare bi se često darivalo. 
Mladići su djevojkama često kao tradicionalni božićni dar darivali tzv. božićnicu, ukrašenu jabuku. Prvi posjetitelj koji bi posjetio kuću na Božić, tzv. polaznik ili položar, trebao bi biti zdrav, krepak, veseo što bi domu donijelo srećo, a često su se unaprijed domovi dogovarali o "slučajom" posjetitelju da se ne bi izazvalo nesreću. Ako bi pak na Božić padala kiša, vjerovalo se da će uroditi sve što se okopa motikom.
Naredni su blagdani također imali svoje običaje. 26. prosinca, na blagdan Svetog Stjepana, čestitao se imendan istoimenim osobama (Stjepan, Stjepko, Stipe, Stipo, Stjep, Stijep, Štef, Štefica, Stjepka, Stipica itd.) pjevajući božićne pjesme. Na Svetog Ivana, narednog dana, blagoslivljalo se vino, a slama se iznosila iz doma i postavljala na voćke da bi bolje rodile naredne godine. Na dan Nevine dječice narednog se dana često vršilo tzv. šibanje, kad bi se ljudi lagano udarali vrhovima šiba, obilježavajući bol ubijene dječice. Na misama su se blagoslivljala djeca. Na Novu godinu međusobno bi se čestitalo, ali bi ugođaj bio manje intiman za razliku od božićnog.
Svršetak dvanaestodnevnice, dvanaest božićnih dana, blagdan je Sveta tri kralja ili Bogojavljenja. Na taj se dan spominjemo triju mudraca koji su darivali Isusa, odlazi se na misu, skidaju se ukrasi te završava blagdansko razdoblje. Blagoslivljaju se kuće za narednu godinu, a blagoslovljenom su se vodom blagoslivljali i vrtovi te buduće ljetine. Često su božićne pjesme pjevali tzv. zvjezdari odjeveni u tri kralja noseći zvijezdu.

### Uskrsni običaji
Pred Uskrs u Velikom tjednu sijao se sjeme za kupus, a na Veliki petak pilo se crno vino. Na Veliku subotu skuhala su se jaja u ljusci luka i nisu se šarala i pripremilo se obilje hrane, a za obući na Uskrs bilo je sve novo. U nekim hrvatskim krajevima postoji običaj umivanja na Veliku subotu (negdje i na Cvjetnicu) cvijećem (često ljubicama) i biljem. Za Uskrs se odlazi na jutarnju misu ili se na Veliku subotu odlazi na svečano bdjenje. Na sam Uskrs tradicionalno se blaguje šunka, a domaćice često ispeku kruh te priprave druge slastice. Hrana se prije blagovanja odnosi u crkvu na uskrsnu misu gdje je svećenik blagoslivlja, a potom vjernici odlaze kućama na uskrsni objed i slavlje. Nakon mise nastavljeno je druženja uz isprobavanje čije je jaje čvršće tzv. tucanje, igralo se kolo i pjevalo.
U hrvatskoj je uskrsnoj tradiciji bojanje jaja, takozvanih pisanica (od ie. korijena *pis- = crtati, šarati; pisanice = šarenice). Pisanice su osim simbola života bile i tradicionalan dar, a često su si ih međusobno darivali zaljubljeni s ljubavnim motivima (srca, dva goluba) ili porukama, kako ljubavnim, tako religioznim i čestitkama. 
Pisanice su se prije bojale na prirodne načine, a ta je tradicija i danas živa. Najčešće je bojanje jaja pomoću ljuske crvenog luka, a rjeđe od cikle, korijena broča ili crvenog radiča da bi se dobila crvena boja. Pisanice su znale dobiti i crnu boju bojanjem čađom ili bobicama bazge ili duda, a često je bilo i bojanje hrastovom korom da bi se dobila smeđa boja. Uz crvenu, crnu i smeđu, zelena se boja dobivala od raznog bilja, najčešće od špinata, koprive ili poriluka. Pritom se osim potpunog bojanja moglo jaje prešarati voskom, a tek onda obojiti. Nakon kuhanja i bojanja skida se sloj voska ispod kojeg jaje ostaje prirodne boje. Često se jaje umatalo u tkaninu unutar koje se postavila kakva travka ili listić, često djetelina, tako da bi jaje istim postupkom dobilo zanimljiv ukras.
Motivi na pisanicama bili su: biljni (cvijeće, klas pšenice, djetelina, vinova loza), životinjski (ptice, leptiri, zečevi), kršćanski (križ, citati iz Biblije) i hrvatski: pleter, hrvatski grb, stihovi iz rodoljubnih pjesama. Posebna je tehnika ukrašavanja pisanica, osim šaranja voskom i ukrašavanja biljkama, bilo i ukrašavanje slamom. Jaja bi se omatala slamkama da se dobiju razni oblici ili bi se pak slamke razrezale i lijepile na jaja tvoreći raznolike ukrase i šare.

## Srodni članci
- Hrvati Bosne i Hercegovine
- Etnologija Hrvata Bosne i Hercegovine

## Unutarnje poveznice
| - Hrvatska arhitektura - Poljoprivreda - Rođenje - Krštenje - Kamena s ramena | - Graničar (igra) - Potezanje klipa - Svadba - Tradicionalna medicina - Smrt | - Pokop - Religija - Tetoviranje - Božić - Uskrs |

## Vanjske poveznice
| - Ženidbeni običaji hrvatskog naroda u Hercegovini - 1. dio - Ženidbeni običaji hrvatskog naroda u Hercegovini - 2. dio - Ženidbeni običaji hrvatskog naroda u Hercegovini - 3. dio | - Ženidbeni običaji hrvatskog naroda u Hercegovini - 4. dio - Ženidbeni običaji hrvatskog naroda u Hercegovini - 5. dio |